# 雷蒙德 (密西西比州)
雷蒙德（英語：Raymond）是一個位於美國密西西比州海恩茲縣的城市。根據2010年美國人口普查，該地共人口1,933人，而該地的面積約為7.70平方千米。同時該地也和杰克逊同为海恩茲縣的縣治。

## 地理
雷蒙德的座標為32°15′30″N 90°24′56″W / 32.25833°N 90.41556°W，而該地的平均海拔高度為98米（即322英尺）。